# 52308 Hanspeterröser
52308 Hanspeterröser è un asteroide della fascia principale. Scoperto nel 1991, presenta un'orbita caratterizzata da un semiasse maggiore pari a 3,0433693 UA e da un'eccentricità di 0,1587496, inclinata di 3,82785° rispetto all'eclittica.